# Cantón de Morée
El cantón de Morée era una división administrativa francesa, que estaba situada en el departamento de Loir y Cher y la región de Centro-Valle de Loira.

## Composición
El cantón estaba formado por trece comunas:
- Brévainville
- Busloup
- Danzé
- Fréteval
- La Ville-aux-Clercs
- Lignières
- Lisle
- Morée
- Pezou
- Rahart
- Saint-Firmin-des-Prés
- Saint-Hilaire-la-Gravelle
- Saint-Jean-Froidmentel

## Supresión del cantón de Morée
En aplicación del Decreto n.º 2014-213 de 21 de febrero de 2014, el cantón de Morée fue suprimido el 22 de marzo de 2015 y sus 13 comunas pasaron a formar parte del nuevo cantón de Le Perche.